# Adimulyo (plaats)
Adimulyo is een bestuurslaag in het regentschap Kebumen van de provincie Midden-Java, Indonesië. Adimulyo telt 1980 inwoners (volkstelling 2010).